# 华盛顿时报
《华盛顿时报》（英語：The Washington Times），于美国华盛顿哥伦比亚特区的一份日报，2005年3月31日发行量为103,017份，约为其主要地区竞争对手《华盛顿邮报》同期发行量的七分之一。
该报1982年由韩国新兴宗教统一教教主文鲜明创建，是一份著名的右翼保守派报纸。由于该报从未盈利，截至2002年，统一教在20年中补贴了该报约17亿美元。